# Rijsenburg
Rijsenburg è una località dei Paesi Bassi, frazione del comune di Utrechtse Heuvelrug, situata nella provincia di Utrecht.
Comune autonomo fino al 1931, si è poi fuso nel nuovo comune di Driebergen-Rijsenburg e nel 2006 è confluito in quello di Utrechtse Heuvelrug.